# Aureal 3-Dimensional
Aureal 3-Dimensional (A3D) – technika rozwinięta przez firmę Aureal, która pozwala uzyskiwać trójwymiarowy dźwięk za pomocą dwóch głośników. Wiele nowoczesnych kart dźwiękowych i gier obsługuje tę technikę.